# Daniel Taye Workou
Daniel Taye Workou (Berlino, 6 giugno 1969) è un regista tedesco.

## Biografia
Daniel Taye Workou è nato a Berlino in Germania nel 1969 da genitori originari dell'Etiopia.

## Filmografia
- Peace Concert in the Hague (2000)
- A Sangomar Boure (2003)
- Menged - cortometraggio (2006)